# Nomexy
Nomexy (1801 noch mit der Schreibweise Nomexey) ist eine französische Gemeinde mit 1927 Einwohnern (Stand 1. Januar 2022) im Département Vosges in der Region Grand Est (bis 2015 Lothringen). Sie gehört zum Arrondissement Épinal und zum Kommunalverband Agglomération d’Épinal.

## Geografie

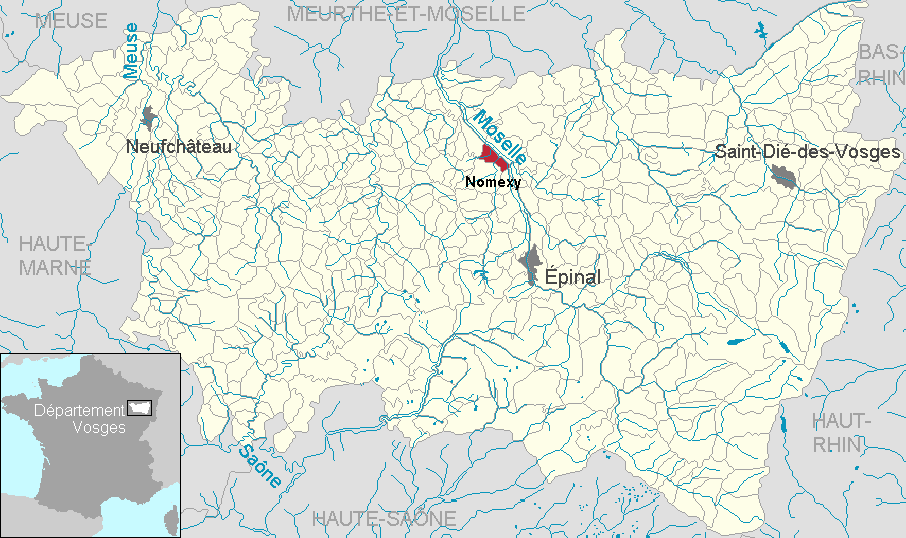
Lage der Gemeinde Nomexy
im Département Vosges

Die Gemeinde Nomexy liegt am linken Ufer der oberen Mosel, 13 Kilometer nördlich von Épinal, der Hauptstadt (Präfektur) des Départements Vosges.
Das Gemeindegebiet von Nomexy erstreckt sich vom breiten Moseltal über das Seitental des in die Mosel mündenden Avière bis auf die bewaldeten Hügel westlich und südlich des Ortskerns, die bis zu 90 Meter über das Flussbett der Mosel ansteigen. Links der Mosel verläuft parallel der Canal des Vosges mit zwei seiner insgesamt 93 Schleusen.
Die Lagen im Mosel- und Avièretal des 7,95 km² großen Gemeindeareals werden landwirtschaftlich genutzt oder sind von Wohn- und Gewerbegebieten geprägt. Der Waldanteil am Gemeindegebiet beläuft sich auf etwa 40 %.
Nachbargemeinden von Nomexy sind Portieux im Norden, Châtel-sur-Moselle im Osten, Vaxoncourt im Südosten, Igney im Süden, Frizon im Südwesten sowie Vincey im Westen.

## Geschichte
Die erste Wassermühle am Avière ist bereits für 1263 bezeugt. Sie gehörte einem Pater des Priorats Aubiey. Im 19. Jahrhundert kaufte Mathurin Gentilhomme von einer aus dem Département Vendée stammenden Müllerfamilie die Mühle. Sie ist noch heute im Familienbesitz und Teil einer modernen Mehlfabrik.

### Bevölkerungsentwicklung
| Jahr      | 1962 | 1968 | 1975 | 1982 | 1990 | 1999 | 2010 | 2021 |
| Einwohner | 3001 | 2772 | 2748 | 2682 | 2242 | 2283 | 2220 | 1951 |

Im Jahr 1962 wurde mit 3001 Bewohnern die bisher höchste Einwohnerzahl ermittelt. Die Zahlen basieren auf den Daten von cassini.ehess und INSEE.

## Sehenswürdigkeiten

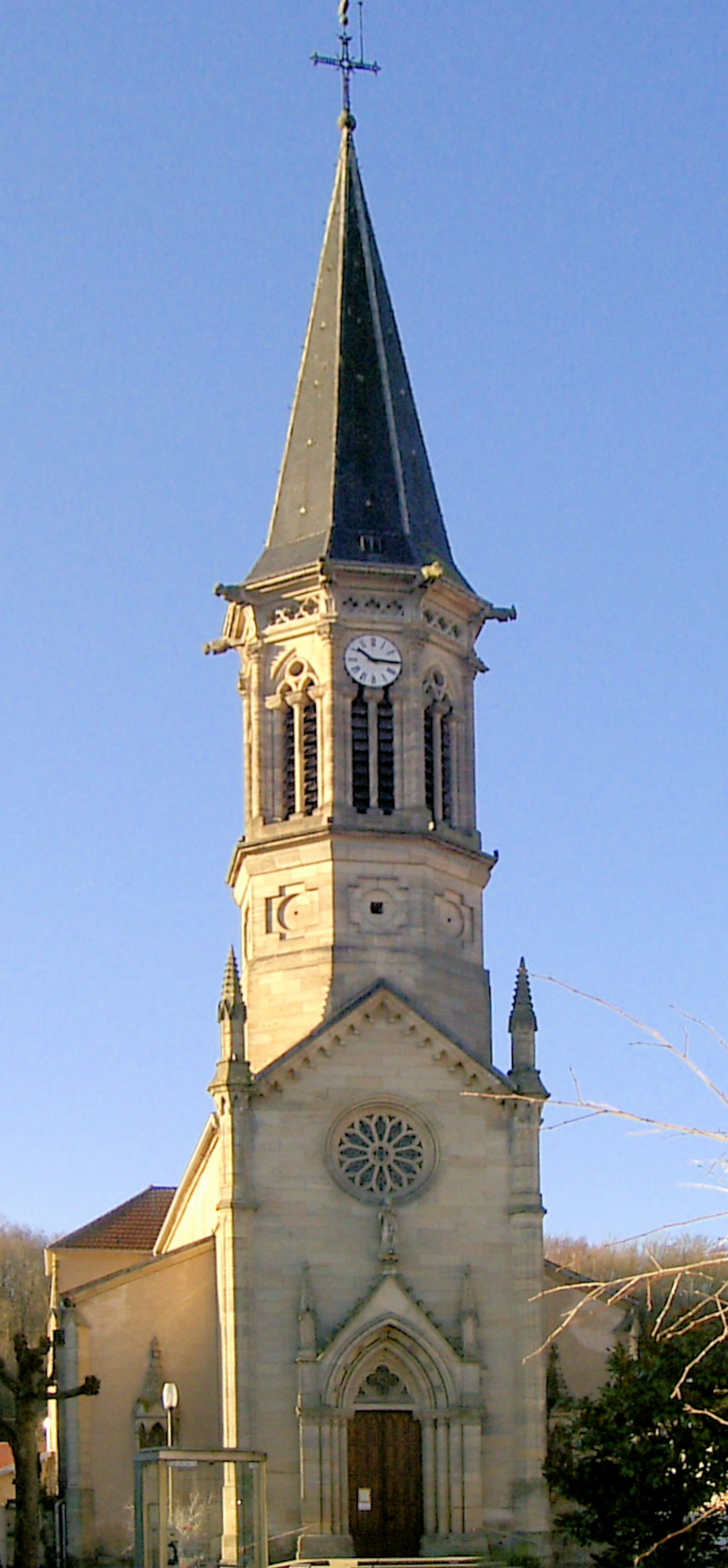
Kirche Saints-Calixte-et-Julien in Nomexy

- Kirche Saints-Calixte-et-Julien in Nomexy
- Wassermühle

## Wirtschaft und Infrastruktur
Land- und Forstwirtschaft spielen wie in den anderen Gemeinden im oberen Moseltal heute nur noch eine untergeordnete Rolle. In der Gemeinde sind zwei Pflanzenzucht- und zwei Geflügelzuchtbetriebe sowie ein Fischereibetrieb ansässig. Im Norden der Gemeinde Nomexy besteht ein 70 ha große Gewerbegebiet (Zone industrielle) ZI Epinal-Nomexy. Hier hat sich neben kleinen Handwerks- und Handelsbetrieben die Textil- und Faserstofffirma INNOTHERA angesiedelt, die Wirk- und Strickwaren herstellt. In Nomexy gibt es zwei Bäckereien, eine Metzgerei, einen Supermarkt, eine Tankstelle und ein Blumengeschäft. Darüber hinaus pendeln viele Erwerbstätige in die zahlreichen Gewerbegebiete anderer Gemeinden entlang der Mosel.
In Nomexy kreuzen sich die Départementsstraßen 6 (Darney-Moriville) und 10 (Mirecourt-Girecourt-sur-Durbion). Die zweispurige RN 57 von Nancy nach Épinal führt mit zwei Anschlussstellen durch das Gemeindegebiet von Nomexy. Der Haltepunkt Châtel-Nomexy liegt an der dem Moseltal folgenden Bahnlinie Nancy-Épinal-Remiremont, die seit 2016 von dem Unternehmen TER Grand Est betrieben wird.

## Persönlichkeiten
- Aurore Mongel (* 1982), Goldmedaillengewinnerin bei den Schwimmeuropameisterschaften 2008 (200 Meter Schmetterling)

## Belege
1. ↑  Ortsname auf cassini.ehess.fr
2. ↑  Nomexy auf cassini.ehess
3. ↑  Nomexy auf INSEE
4. ↑  Landwirtschaftsbetriebe auf annuaire-mairie.fr (französisch)